# Агафонова Олена Геннадіївна
Агафо́нова Оле́на Генна́діївна (*11 травня 1975, місто Іжевськ) — майстер спорту з кульової стрільби (1991).
Вихованка спортивного клубу «Металіст». Переможниця першості СРСР із стрільби з пістолету (1991), чемпіонка Росії (1993), переможниця молодіжних ігор Росії (1994). За спеціальністю економіст. Тренер — Т. Н. Санникова.